# Heinrich Reif-Gintl
Heinrich Reif-Gintl (7 de outubro de 1900 - 13 de julho de 1974) foi um administrador de ópera e diretor de teatro.
Reif-Gintl começou sua carreira administrando um teatro em 1923 e dirigiu a Ópera Estatal de Viena por quatro anos, entre 1968 até 1969.